# Mănăstirea St. Marienthal
Mănăstirea St. Marienthal (în germană Kloster St. Marienthal, în traducere „Mănăstirea Valea Sfintei Maria”) este cea mai veche mănăstire de călugărițe cisterciene din Germania, cu existență neîntreruptă din secolul al XIII-lea.